# Casino Magic 500 2001
Casino Magic 500 2001 var ett race som var den femte deltävlingen i Indy Racing League 2001. Racet kördes den 9 juni på Texas Motor Speedway. Scott Sharp tog revansch efter sin pinsamma krasch i första kurvan från pole position i Indianapolis 500, och tog sin första seger för säsongen. Felipe Giaffone blev tvåa, medan mästerskapsledande Sam Hornish Jr. slutade på tredjeplats. Davey Hamilton blev allvarligt skadad i en krasch på det 72:a varvet, och skulle behöva tillbringa det närmast året i rullstol, innan han sedermera kunde bli i stort sett återställd.

## Slutresultat
| Plats | Förare           | Team                     | Grid |
| ----- | ---------------- | ------------------------ | ---- |
| 1     | Scott Sharp      | Kelley Racing            | 2    |
| 2     | Felipe Giaffone  | Treadway-Hubbard Racing  | 14   |
| 3     | Sam Hornish Jr.  | Panther Racing           | 4    |
| 4     | Buddy Lazier     | Hemelgarn Racing         | 13   |
| 5     | Billy Boat       | CURB/Agajanian Racing    | 10   |
| 6     | Donnie Beechler  | A.J. Foyt Enterprises    | 6    |
| 7     | Eliseo Salazar   | A.J. Foyt Enterprises    | 9    |
| 8     | Al Unser Jr.     | Galles Racing            | 11   |
| 9     | Jaques Lazier    | TeamXtreme               | 19   |
| 10    | Shigeaki Hattori | Vertex/Cunningham Racing | 5    |
| 11    | Greg Ray         | Team Menard              | 20   |
| 12    | Eddie Cheever    | Cheever Racing           | 3    |
| 13    | Billy Roe        | Team Pelfrey             | 24   |
| 14    | Robby McGehee    | Cahill Racing            | 17   |
| 15    | Buzz Calkins     | Bradley Motorsports      | 16   |
| 16    | Jeff Ward        | Heritage Motorsports     | 15   |
| 17    | Didier André     | Galles Racing            | 21   |
| 18    | Sarah Fisher     | Walker Racing            | 18   |
| 19    | Airton Daré      | TeamXtreme               | 12   |
| 20    | Mark Dismore     | Kelley Racing            | 1    |
| 21    | Robbie Buhl      | Dreyer & Reinbold Racing | 8    |
| 22    | Brandon Erwin    | McCormack Motorsports    | 23   |
| 23    | Jeret Schroeder  | Tri-Star Motorsports     | 15   |
| 24    | Davey Hamilton   | Sam Schmidt Motorsports  | 22   |